# 유칼립투스속
유칼립투스속(Eucalyptus, L'Heritier 1789)은 도금양과에 속하는 속씨식물 속이다. 화목류와 관목으로 이루어져 있다.

## 크기
나무 크기는 다음과 같다:
- 작은 크기: 10 미터 (33 피트)까지
- 중간 크기: 10–30 미터 (33–98 피트)
- 큰 크기: 30–60 미터 (98–197 피트)
- 매우 큰 크기: 60 미터 (200 피트) 이상